# سیارک ۲۶۵۰۳
سیارک ۲۶۵۰۳ (به انگلیسی: 26503 Avicramer، نامگذاری:2000CA9)۲۶۵۰۳مین سیارک کشف شده‌است که در ۰۲ فوریه ۲۰۰۰ کشف شد.